# Derbi

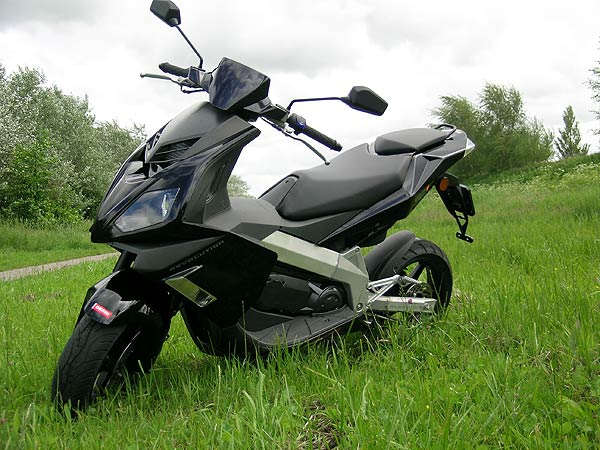
Scooter Derbi GP1.

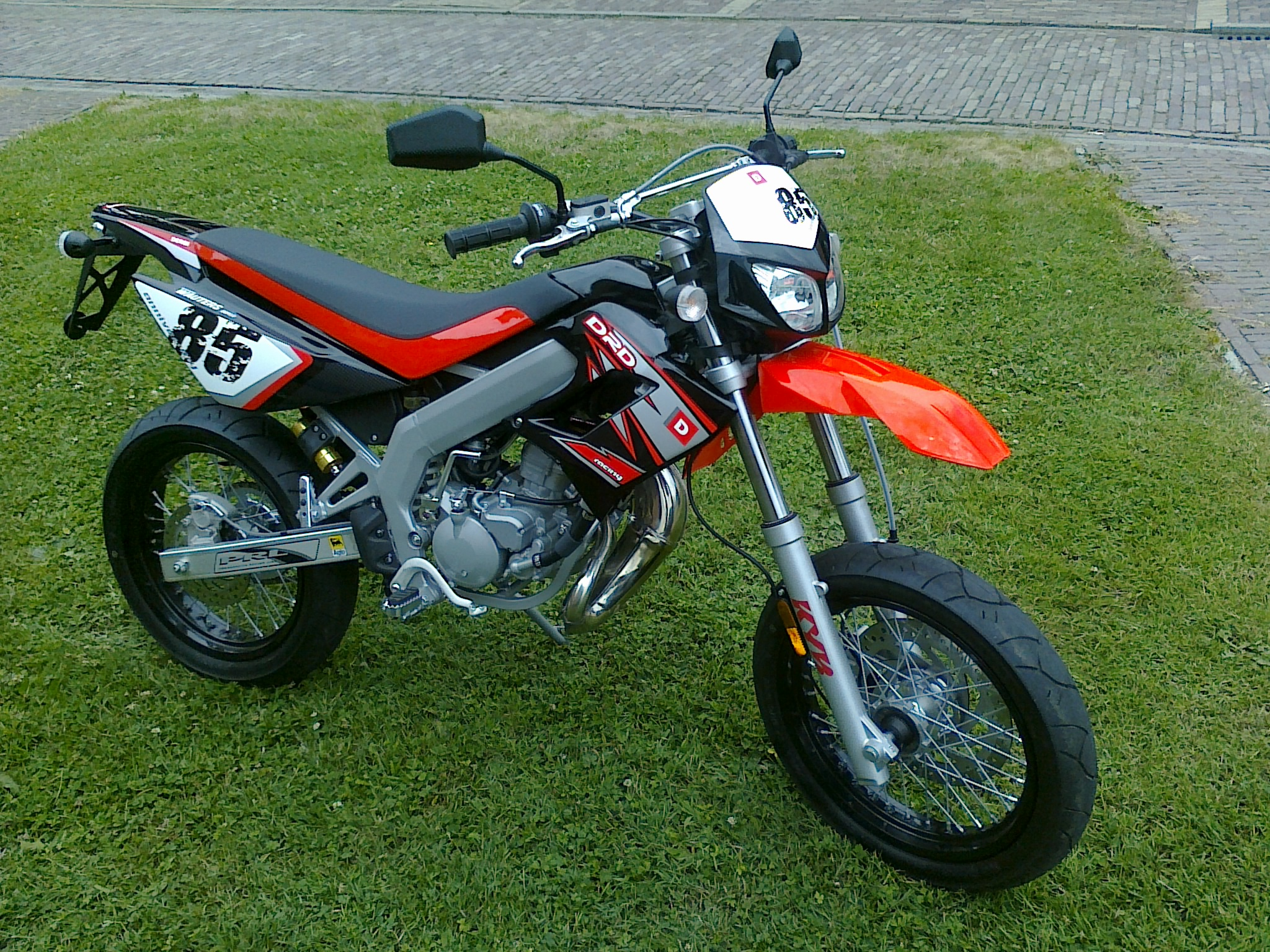
Senda DRD 50 SM.

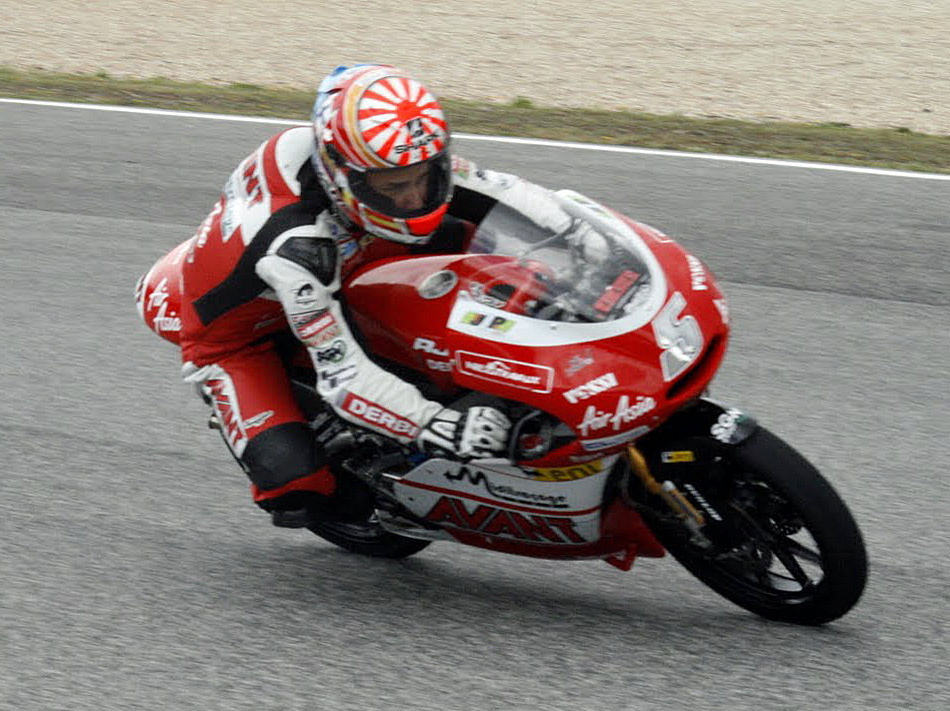
Johann Zarco, vice-champion du monde 125 cm3.

Derbi est un constructeur de motos espagnol dont la société mère (Piaggio) est italienne.

## Historique
Derbi fut créé à la fin des années 1940 sur les bases d'une petite société spécialisée dans la construction de vélos, puis de châssis pour motos, lancée en 1922 par Siméon Rabasa. La marque, installée à Mollet en Espagne, a connu de nombreux succès en compétition dans la catégorie petite cylindrée. Elle est passée dans le giron du groupe Piaggio en 2001 et en 2006 Derbi a tenté d'élargir son champ d'activités en lançant sa première grosse cylindrée : la Mulhacén 659. Cependant, malgré ses qualités la Mulhacén 659 passe à côté de son public, notamment en raison d'un tarif bien trop élevé à sa sortie : 7 500 €.
La dernière usine Derbi en Espagne a fermé ses portes en mars 2013 à la suite de la décision de rapatrier la production dans les usines italiennes du groupe Piaggio.

## Production
| Cylindrée | Modèle                               | Utilisation         |
| --------- | ------------------------------------ | ------------------- |
| 50 cm3    | Senda X-Race et X-Trem               | Supermotard, enduro |
| 50 cm3    | Senda DRD Pro, DRD Racing et DRD Evo | Supermotard, enduro |
| 50 cm3    | GPR Racing et Nude                   | Roadster, sportive  |
| 50 cm3    | Scooter GP1                          | Route               |
| 50 cm3    | Scooter Atlantis 2 ou 4 temps        | Route               |
| 50 cm3    | Minimoto Dirt Boy 10 et Dirt Kid 12  | Enduro              |
| 125 cm3   | Senda 125 et 125 Baja                | Supermotard, enduro |
| 125 cm3   | Cross City 125                       | Route               |
| 125 cm3   | Terra 125                            | Enduro              |
| 125 cm3   | Mulhacen 125                         | Route               |
| 125 cm3   | GPR Nude et Racing                   | Roadster, sportive  |
| 125 cm3   | Scooter GP Max 125                   | Route               |
| 250 cm3   | Scooter GP Max 250                   | Route               |
| 250 cm3   | Quad DXR                             | Route, enduro       |
| 650 cm3   | Mulhacen 659                         | Route               |

La Derbi Senda est le cyclomoteur le mieux vendu de France avec plus de deux millions d'exemplaires[réf. nécessaire].
Derbi participe aux Grand Prix 125 cm3 et participait jusqu’en 2011 au Grand Prix 250 cm3 avec la GPR Racing.